# جينترايفيل (إنديانا)
جينترايفيل (بالإنجليزية: Gentryville, Indiana)‏ هي بلدة أمريكية تقع في الولايات المتحدة في مقاطعة سبنسر (إنديانا). يقدر عدد سكانها بـ 268 نسمة ومساحتها 1.01 كم2 وترتفع عن سطح البحر 125 متر.

## التركيبة السكانية
قام مكتب تعداد الولايات المتحدة بتحديد بيانات التركيبة السكانية لجينترايفيل في تعداد الولايات المتحدة. في ما يلي، التركيبة السكانية حسب تعدادي 2000 و2010.

### تعداد عام 2000
بلغ عدد سكان جينترايفيل 262 نسمة بحسب تعداد عام 2000، وبلغ عدد الأسر 95 أسرة وعدد العائلات 81 عائلة مقيمة في البلدة. في حين سجلت الكثافة السكانية 674.1 نسمة لكل ميل مربع (260.3/كم2). وبلغ عدد الوحدات السكنية 106 وحدة بمتوسط كثافة قدره 272.7 نسمة لكل ميل مربع (105.3/كم2).
وتوزع التركيب العرقي للبلدة بنسبة 96.18% من البيض و 1.15% من الأمريكيين الأصليين و 0.38% من الأمريكيين ذوي الأصول الآسيوية و 1.53% من عرقين مختلطين أو أكثر.
بلغ عدد الأسر 95 أسرة كانت نسبة 41.1% منها لديها أطفال تحت سن الثامنة عشر تعيش معهم، وبلغت نسبة الأزواج القاطنين مع بعضهم البعض 67.4% من أصل المجموع الكلي للأسر، ونسبة 11.6% من الأسر كان لديها معيلات من الإناث دون وجود شريك، وكانت نسبة 14.7% من غير العائلات. تألفت نسبة 12.6% من أصل جميع الأسر من أفراد ونسبة 5.3% كانوا يعيش معهم شخص وحيد يبلغ من العمر 65 عاماً فما فوق. وبلغ متوسط حجم الأسرة المعيشية 2.95، أما متوسط حجم العائلات فبلغ 2.76.
بلغ العمر الوسطي للسكان 37 عاماً. وكانت نسبة 26.3% من القاطنين تحت سن الثامنة عشر، وكانت نسبة 9.9% بين الثامنة عشر والأربعة وعشرون عاماً، ونسبة 27.1% كانت واقعةً في الفئة العمرية ما بين الخامسة والعشرون حتى والأربعة وأربعون عاماً، ونسبة 22.5% كانت ما بين الخامسة والأربعون حتى الرابعة والستون، ونسبة 14.1% كانت ضمن فئة الخامسة والستون عاماً فما فوق. يوجد لكل 100 أنثى 92.6 ذكر، ويوجد لكل 100 أنثى في الثامنة عشر من عمرها فما فوق 94.9 ذكر.
بلغ متوسط دخل الأسرة في البلدة 38,750 دولار، أما متوسط دخل العائلة فبلغ 41,750 دولار. وكان متوسط دخل الذكور 29,375 دولار مقابل 23,542 دولار للإناث. وسجل دخل الفرد الخاص بالبلدة 15,752 دولار. وكانت نسبة 5.1% من العائلات ونسبة 9.6% من السكان تحت خط الفقر، وكان من هؤلاء نسبة 14.5% تحت سن الثامنة عشر ولا أحد منهم في الخامسة والستين من العمر وما فوق.

### تعداد عام 2010
بلغ عدد سكان جينترايفيل 268 نسمة بحسب تعداد عام 2010، وبلغ عدد الأسر 110 أسرة وعدد العائلات 79 عائلة مقيمة في البلدة. في حين سجلت الكثافة السكانية 687.2 نسمة لكل ميل مربع (265.3/كم2). وبلغ عدد الوحدات السكنية 118 وحدة بمتوسط كثافة قدره 302.6 لكل ميل مربع (116.8/كم2).
وتوزع التركيب العرقي للبلدة بنسبة 95.9% من البيض و 1.9% من الأمريكيين الأصليين و 1.1% من الأمريكيين الأفارقة و 0.4% من عرقين مختلطين أو أكثر.
بلغ عدد الأسر 110 أسرة كانت نسبة 27.3% منها لديها أطفال تحت سن الثامنة عشر تعيش معهم، وبلغت نسبة الأزواج القاطنين مع بعضهم البعض 55.5% من أصل المجموع الكلي للأسر، ونسبة 8.2% من الأسر كان لديها معيلات من الإناث دون وجود شريك، بينما كانت نسبة 8.2% من الأسر لديها معيلون من الذكور دون وجود شريكة وكانت نسبة 28.2% من غير العائلات. تألفت نسبة 21.8% من أصل جميع الأسر من أفراد ونسبة 7.3% كانوا يعيش معهم شخص وحيد يبلغ من العمر 65 عاماً فما فوق. وبلغ متوسط حجم الأسرة المعيشية 2.75، أما متوسط حجم العائلات فبلغ 2.44.
بلغ العمر الوسطي للسكان 44.4 عاماً. وكانت نسبة 19% من القاطنين تحت سن الثامنة عشر، وكانت نسبة 8.3% بين الثامنة عشر والأربعة وعشرون عاماً، ونسبة 23.9% كانت واقعةً في الفئة العمرية ما بين الخامسة والعشرون حتى والأربعة وأربعون عاماً، ونسبة 32.5% كانت ما بين الخامسة والأربعون حتى الرابعة والستون، ونسبة 16.4% كانت ضمن فئة الخامسة والستون عاماً فما فوق. وتوزع التركيب الجنسي للسكان بنسبة 47.8% ذكور و52.2% إناث.